# ビサイド (ゲーム会社)
株式会社ビサイド（英: BeXide, Inc.）は、東京都立川市に本社をおくゲームソフト開発会社。『どこでもいっしょ』シリーズの開発元として知られる。ソニー・コンピュータエンタテインメントのサテライトカンパニーだったが、2009年からはそれ以外のゲーム開発も行うようになっている。

## 沿革
- 1996年秋 - ソニー・コンピュータエンタテインメント主催のオーディション「ゲームやろうぜ!」にチームで応募し合格。前身となる製作チームが発足する。
- 1999年
  - 2月1日 - 製作チームから法人化し、「有限会社ボンバーエクスプレス」設立。
  - 7月22日 - 『どこでもいっしょ』発売。
- 2001年1月1日 - 株式会社に組織変更。
- 2002年10月1日 - キャラクターグッズ製作・販売会社として有限会社ビサイド・プロダクツを設立。
- 2003年
  - 3月16日 - 本社を三鷹市から立川市に移転。
  - 4月1日 - 商号を「株式会社ビサイド」に変更。
- 2009年11月24日 - 本社を立川駅南口から北口に移転。

## 主な作品
特記のない限り発売元はソニー・コンピュータエンタテインメント。

### 自社開発作品

#### コンシューマ・PCゲームソフト
- どこでもいっしょ (PS)
- こねこもいっしょ (PS)
- iモードもいっしょ (PS)
- しばいみち（PS2・マイクを使って芝居の台詞を入力するゲーム）
- -どこでもいっしょ- トロといっぱい(PS2)
- -どこでもいっしょ- レッツ学校! (PSP)
- まいにちいっしょ (PS3)
- -どこでもいっしょ- レッツ学校!トレーニング編 (PSP)
- トロともりもり (PS3)
- 週刊トロ・ステーション (PS3・PSP)
- みんなといっしょ (PS Vita)
- ハローフェイス (PS Vita)
- ペイントパーク (PS Vita)
- えちゃんねる〜NEW ペイントパーク〜 (PS Vita)
- 拡散性ミリオンアーサー（PS Vita、配信元：スクウェア・エニックス）
- 乖離性ミリオンアーサー （PS4・PS Vita、配信元：スクウェア・エニックス）
- スーパーバレットブレイク（Nintendo Switch・PS4・Steam・Mac、自社発売）
- ペルシャと魔法の迷宮塔 〜アラビアンニャイト編〜（Nintendo Switch・PS5・Steam・Epic Games Store、自社発売）
- 幻日のヨハネ - NUMAZU in the MIRAGE -（Nintendo Switch・PS5・PS4・ Steam、自社発売）
- フルーツマウンテン（Nintendo Switch・PS5・PS4・Steam、自社発売）
- 狐のかえり道（Nintendo Switch・Steam、自社発売）
- ホロライブお宝マウンテン（Steam）[1]
- スーパー野田ゲーMAKER（Nintendo Switch、配信元：吉本興業。カヤックとの共同開発）

#### 携帯電話アプリ
- -どこでもいっしょ- トロのお話しアプリ
- トロのお話しアプリ ムネきゅんなのニャ
- トロフォトスタジオ
- こまった時のトロまかせ
- こねこトロのお話しアプリ
- トロとレッツ学校!

#### スマートフォンアプリ
- 大怪獣バトル ウルトラ銀河伝説 THE MOVIE デジタルピンボール（iPhone・iPad、発売元:円谷プロダクション）
- LAST GLADIATORS Ver.2010（iPhone・iPad、自社発売）
- これなあに？（iPhone・iPad、自社発売）
- わが子が主役！しかけ絵本（iPhone・iPad、自社発売）
- テペっと（iPhone・Android、配信元：サイバーエージェント）
- 魔法科高校の劣等生 LOST ZERO（iPhone・Android、配信元：スクウェア・エニックス）
- バレットブレイク（iPhone・Android、自社発売）
- トロとパズル〜どこでもいっしょ〜（iPhone・Android、配信元：フォワードワークス）
- おじさまと猫 スーパーミラクルパズル（iPhone・Android、配信元：スクウェア・エニックス）
- ペルシャと魔法のパズル 〜アラビアンニャイト編〜（iPhone・Android、自社発売[2]）

### 監修・開発協力作品
- トロと休日 (PS2)
- トロとタイピング（発売元：マイピック）
- 温泉もいっしょ（発売元：キッズステーション）
- まいにちいっしょポータブル（PSP・LAND HO!コーポレーションとの共同開発）
- みんニャのパターGOLF（PS3・「みんなのGOLF」とのコラボ企画によりクラップハンズと共同開発）

### キャラクターデザイン
- 小ポッポ（キリンビバレッジ「午後の紅茶」2004年4月期イメージキャラクター）